# FADD
پروتئین مرتبط با فاس و دارای دومین مرگ (انگلیسی: Fas-associated protein with death domain) یا به‌اختصار «FADD» که با نام «MORT1» هم شناخته می‌شود، نام پروتئینی است که در انسان توسط ژن «FADD» ب روی بازوی بلند کروموزوم ۱۱ کدگذاری می‌شود.
این مولکول یک پروتئین وفق‌دهنده ترارسانی پیام است که اعضای ابرخانواده گیرنده‌های فاکتور نکروز تومور همچون گیرنده فاس را به کاسپاز ۸ و کاسپاز ۱۰ در جریان فرایند آپوپتوز مرتبط می‌سازد.
این پروتئین علاوه بر آپوپتوز، در نکروپتوز، مرگ سلولی از طریق خودخواری، رویان‌زایی، تنظیم چرخهٔ سلولی در لنفوسیت تی، تزاید و تکثیر لنفوسیت تی، التهاب، پاسخ سیستم ایمنی علیه ویروس‌ها و تنظیم سطح گلوکز نقش دارد.
سطح FADD در بیماری‌هایی چون ام‌اس، روماتیسم مفصلی، سرطان تخمدان، سرطان ریه و سرطان‌های سر و گردن بالا می‌رود. در مورد سرطان‌ها، هرچه سطح FADD بالاتر باشد، پیش‌آگهی آنها بدتر است.

## بیشتر بخوانید
- Bolze A, Byun M, McDonald D, Morgan NV, Abhyankar A, Premkumar L, Puel A, Bacon CM, Rieux-Laucat F, Pang K, Britland A, Abel L, Cant A, Maher ER, Riedl SJ, Hambleton S, Casanova JL (2010). "Whole-Exome-Sequencing-Based Discovery of Human FADD Deficiency". Journal of Human Genetics. 87: 873–881. doi:10.1016/j.ajhg.2010.10.028. PMC 2997374. PMID 21109225.
- Werner MH, Wu C, Walsh CM (2006). "Emerging roles for the death adaptor FADD in death receptor avidity and cell cycle regulation". Cell Cycle. 5 (20): 2332–2338. doi:10.4161/cc.5.20.3385. PMID 17102623.
- Yu JW, Shi Y (2008). "FLIP and the death effector domain family". Oncogene. 27 (48): 6216–6227. doi:10.1038/onc.2008.299. PMID 18931689.
- Bhojani MS, Chen G, Ross BD, Beer DG, Rehemtulla A (2007). "Nuclear localized phosphorylated FADD induces cell proliferation and is associated with aggressive lung cancer". Cell Cycle. 4 (11): 1478–81. doi:10.4161/cc.4.11.2188. PMID 16258269.